# 山川修身
山川 修身（やまかわ おさみ）こと 沈 敬変（シム・キョンピョン、朝: 심경변, 1920年 - 1997年7月10日）は、在日韓国・朝鮮人のヤクザ。指定暴力団・稲川会傘下組織である山川一家の創設者。三代目稲川会では最高顧問を務めた。

## 来歴
1920年（大正9年）、東京都荒川区南千住で生まれる。少年時代から不良であり、浅草では同じ不良同士のグループに加入していた。その後、兄の影響で北海道に転居し、炭鉱労働者となった。
1945年（昭和20年）の終戦後に東京へ戻ると、東京市蒲田区（現在の大田区蒲田）を拠点に愚連隊を結成する。やがて山川は多摩川を越えて川崎へ進出し、勢力拡大に成功。1958年（昭和33年）には山川は80人以上を率いる集団の頭領となっていた。程なくして、稲川組（当時）幹部の井上喜人と出会ったことが縁となり、山川は愚連隊を率いて稲川聖城の傘下に入る。この時結成した組織を山川一家と名付けた。
山川は稲川会で重用され、1990年（平成2年）に稲川会三代目体制が発足すると理事長に就任し、1992年（平成4年）10月には稲川会名誉顧問に就任した。同年、清田次郎に山川一家の跡目を譲っている。
1997年（平成9年）7月10日に死去。葬儀は同月15日に横浜市鶴見区の總持寺で執行された。